# La Forêt-Fouesnant
La Forêt-Fouesnant (bretonisch Ar Forest-Fouenant) ist eine französische Gemeinde im Südwesten der Bretagne im Département Finistère mit 3485 Einwohnern (Stand 1. Januar 2022).

## Lage

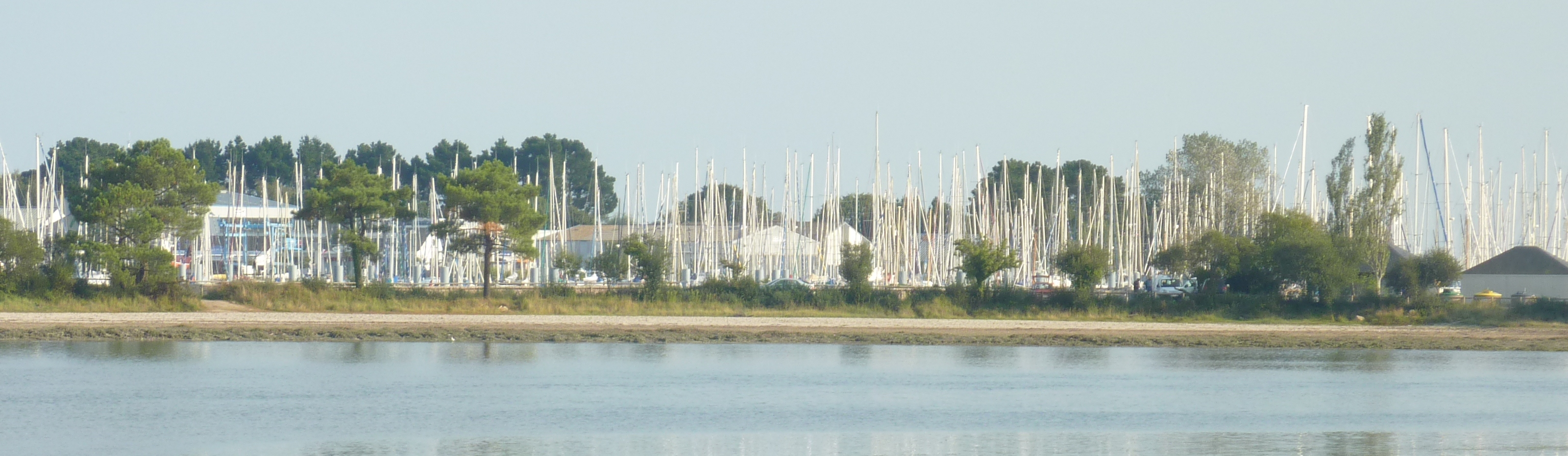
Hafen

Der Ort befindet sich in der Cornouaille in unmittelbarer Nähe der Atlantikküste an der Bucht Baie de la Forêt.
Quimper liegt 13 Kilometer nordwestlich, die Groß- und Hafenstadt Brest 65 Kilometer nordwestlich und Paris etwa 480 Kilometer östlich (Angaben in Luftlinie).

## Verkehr

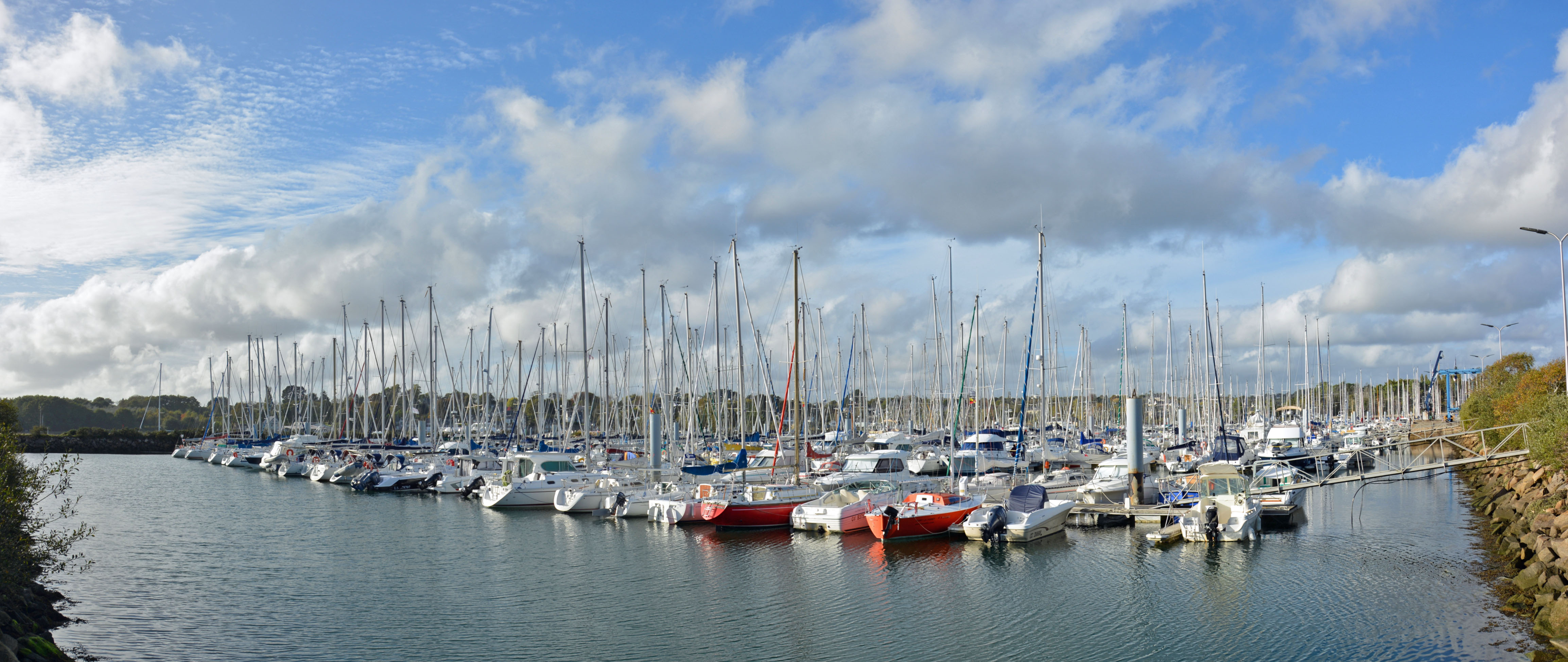
Sportschifffahrt - Port-la-Forêt

Bei Quimper und Rosporden gibt es Abfahrten an der Schnellstraße E 60 Brest-Nantes und
Bahnhöfe an der überwiegend parallel verlaufenden Regionalbahnstrecke in Richtung Brest und Nantes. Der Bahnhof von Brest ist Endpunkt des TGV Atlantique nach Paris.
Die Flughäfen Aéroport Quimper Bretagne bei Quimper und Aéroport de Brest Bretagne nahe Brest sind die nächsten Regionalflughäfen.
Im Hafen von La Forêt, Port-la-Forêt genannt, befindet sich das Nationale französische Trainingszentrum für Langstrecken-Segelregatten, genannt Le Pôle France "Finistère Course au Large".

## Bevölkerungsentwicklung
| Jahr                       | 1962 | 1968 | 1975 | 1982 | 1990 | 1999 | 2007 | 2017 |
| Einwohner                  | 1758 | 1778 | 2060 | 2148 | 2369 | 2809 | 3211 | 3366 |
| Quellen: Cassini und INSEE |      |      |      |      |      |      |      |      |

## Sehenswürdigkeiten
Siehe: Liste der Monuments historiques in La Forêt-Fouesnant
Die Stèle Protohistorique de Locamand steht nordöstlich von „La Forêt-Fouesnant“ und ist seit 1967 als Monuments historique registriert.
Beim Dorf Kerléven, südöstlich von La Forêt liegt der ungewöhnliche Cairn von Kerléven.